# 凤求凰
《凤求凰》相传是汉代文学家司马相如的琴歌。《史记》 记载司马相如当众弹奏两首琴曲，情动卓文君，两人私奔。《史记》未记载曲名和内容。后世有多首“凤求凰”被认为是当时司马相如所做的琴曲。
全曲以「凤求凰」为通体比兴，包含热烈的求偶、象征男女主人公非凡的理想、高尚旨趣、知音的默契等意蕴。全言浅意深，音节流亮，感情热烈奔放而又深挚缠绵，融楚辞骚体的旖旎绵邈和汉代民歌的清新明快于一炉。

## 各个版本
- 《玉台新咏 卷九》 南北朝徐陵编撰

○司马相如琴歌二首（并序）
（司马相如游临邛，富人卓王孙有女文君新寡，窃于壁间窥之。相如鼓琴歌挑之曰：）
凤兮凤兮归故乡，遨游四海求其凰。
时未通遇无所将，何悟今夕升斯堂。
有艳淑女在此方，室迩人遐独我伤。
何缘交颈为鸳鸯，胡颉颃兮共翱翔！
凰兮凰兮从我栖，得托字尾永为妃。
交情通体心和谐，中夜相从知者谁？
双兴俱起翻高飞，无感我心使予悲。

- 《史记索隐》 唐朝司马贞编撰[2]

鳳兮鳳兮歸故乡，游遨四海求其凰，有一艳女在此堂，室迩人遐毒我肠，何由交接为鸳鸯。

凤兮凤兮从皇栖，得讬子尾永为妃。
交情通体必和谐，中夜相从别有谁。
- 《北西廂記》元朝王實甫[3]

有一美人兮。見之不忘。
一日不見兮。思之如狂。
鳳飛翺翔兮。四海求凰。
無奈佳人兮。不在東牆。
張琴代語兮。聊寫微腸。
何時見許兮。慰我徬徨。
願言配德兮。攜手相將。
不得于飛兮。使我淪亡。

## 後世引用
《鳳求凰》在後世非常知名，許多文人小說、元雜劇和明清戲曲甚至是歌仔戲、京劇、崑劇都可以見到。其中最早出現在小說的是南朝宋劉義慶編纂的《世說新語》〈言語〉中，司馬昭取笑鄧艾口吃之事。

## 演奏版本
- 《梅庵琴譜》，王吉儒傳譜[4]
- 《自遠堂琴譜》，梅曰強打譜[5]
- 《西麓堂琴統》，陳長林打譜[6][7]